# Mirvarid Dilbazi
Mirvarid Dilbazi (en azerí: Dilbazi Mirvarid Paşa qızı) (19 de agosto de 1912, Xanlıqlar, Azerbaiyán – 12 de julio de 2001, Bakú) fue una escritora, y poeta azerbaiyaní, miembro de la Unión de Escritores de Azerbaiyán desde 1934, trabajadora honoraria de la cultura de Azerbaiyán (1976), primera Poeta del Pueblo azerbaiyano (1979). Fue galardonada con el galardón de "Independencia" (1997).

## Biografía
Fue una de las creadoras más destacadas de la poesía azerbaiyana del siglo XX: esta poeta popular Mirvarid Dilbazi, creó durante más de 70 años de trabajo creativo, ejemplos coloridos y del lirismo popular. Mirvarid Dilbazi nació el 19 de agosto de 1912 en la región Musakoy, Qazaxh (ahora Khanhoods). Estudió en el Departamento de Lengua y Literatura-Escuela Pública (API) de la Universidad Pedagógica Estatal de Azerbaiyán, graduándose en 1929). Después de graduarse en el instituto, la joven poeta fue nombrada profesora de literatura en la Escuela del Partido, en Guba. Mirvarid regresó a Bakú dos años después, y siendo la jefa del Departamento de Manuscritos entre 1934 a 1938, y además fue traductora en la Casa editorial del estado de Azerbaiyán, entre 1938 a 1940.
Su primer poema, "El honor de la mujer", fue publicado en "Oktyabr alovları" ("Llamas de octubre") en [1927]. Poemas como "Zehra", "Salvación" y "Mujeres" fueron publicados en este libro, incluyendo poemas escritos a fines del siglo XX. Como en muchos de tales artistas durante la Gran Guerra Patria, el tema de la defensa de la Patria también fue tema de sus trabajos. Siete libros de poemas se publicaron en esos años, seis de los cuales están dedicados a la guerra de la Patria. Fue autora de los poemas "Mahsati" ("[1945]"), "Argelina" (1961), "Partizan Aliya" (1972).
El poema dedicado a los poetas "Mahsasi", es una de las obras seleccionadas desde el punto de vista de la riqueza del contenido. El poema "Mahsasi" cuenta sobre la vida, la actividad literaria y social de los maestros famosos M. Ganjavi. El trabajo de "Əlcəzairli qız" (Niña de Argelia") se basa en hechos reales. Después de la Segunda Guerra Mundial, el movimiento de libertad en expansión en el Este y la lucha contra el colonialismo entraron en la nueva etapa. El poeta, que sigue de cerca el panorama político de aquellos años, eligió el tema para el poema de Jemilia y el movimiento de liberación en el centro de Argelia.
Los poemas de M. Dilbazi no solo han sido variados en variedad de temas, sino también en términos de diversidad de formas y la expresión artística de la idea, al nivel del arte maduro, enriqueció nuestro tesoro de poesía. Los libros de poesía de M.Dilbazi fueron publicados en los años 70-80, como el "Libro de pomeas" (1970), "Madre Ala" (1972), "Flor de la montaña" (1977), "Capítulo de Yasamen", "Poemas Selectos" (1979) Fue publicado en tres volúmenes "Obras seleccionadas" (1982-84), que le dieron el título de "Poeta del Pueblo de Azerbaiyán".
A la Madre Patria, otros cantaron canciones, romances y oratorios, de los escritores Suleyman Alasgarov, Tofig Guliyev, Fikret Amirov, Şəfiqə Axundova, Ağabacı Rzayeva; poniéndole música a las palabras de los poetas nacionales, agregándose a: Nizami Gəncəvi, Xaqani Şirvani, Alisir Nəvai, Aleksandr Pushkin, Tarás Shevchenko, N. Tixonov, Samuil Marşak, Serguéi Mijalkov y también otros poetas, Eurípides traduciendo su tragedia "Hipólito". Sus obras fueron traducidas a idiomas extranjeros.
Falleció el 12 de julio de 2001, a los 88 años

## Premios
- Dos veces, la (Orden Şərəf Nişanı
- 17 de agosto de 1982: "Orden de la Bandera Roja del Trabajo de la RSS de Azerbaiyán"[1]
- Orden Istiglal[6]
- 23 de febrero de 1979: "Poeta del pueblo de RSS de Azerbaiyán"[7]

## Libros

### Libros publicados hasta la guerra
- Bizim səsimiz (Nuestra voz) 1934
- İlk bahar (Primera primavera) 1937

### Libros dedicados al tema de la guerra
- Döyüş mahnıları (Canciones de batalla) 1941
- Kamal 1942
- Ağarzayev 1942
- Neft (Aceite) 1942
- Vətən eşqi (Amor a la Patria) 1942
- Qoçaq ataların qoçaq övladlarına (A los valientes hijos de valientes antepasados) 1942
- Xatirələr (Recuerdos) 1945

### Libros publicados en períodos posteriores
- Sənətkarın xəyalı (El sueño del bailarín) 1948
- "Seçilmiş şerlər" ("Poemas seleccionados") 1957
- Məhəbbət bizimlə qoşa doğulur (El amor nace con nosotros). Bakú: Gənclik, 1959, 227 p.
- Şerlər. Bakú: Azərnəşr, 1962, 22 p.
- Xatirələr olan yerdə 1964
- Həyat lövhələri 1967
- Bənövşələr üşüyəndə 1970
- Ana qanadı (şeirlər, poemalar və hekayələr). Bakú: Gənclik, 1972, 489 p.
- Yasəmən fəsli 1976
- Dağ çiçəyi. Bakú: Gənclik, 1977, 320 p.
- Seçilmiş əsərləri (üç cilddə) 1981-1983. Bakú: Yazıçı, v. I, 324 p.; v. II, 336 p.; v. III, 218 p.
- Qar çiçəkləri (şeirlər, poemalar, pyeslər). BakúI Gənclik, 1984, 280 p.
- Durnalar ötüşəndə. Bakú: Yazıçı, 1989, 272 p.
- Çiçəkdən-çiçəyə. Bakú: Gənclik, 1991, 287 p.
- Seçilmiş əsərləri. Bakú: Lider, 2004, 278 p.

### Libros para niños
- Nağıllar (Cuentos) 1940
- Şerlər (Poemas) 1951
- Kiçik dostlarıma (Mis pequeños amigos) 1956
- Gülbahar 1957
- Yaz gəlir (Bahar nəğmələri) (La primavera está llegando (canciones de primavera) 1968
- Lalənin ağacları (Arbustos de tulipanes) 1970
- Abşeron bağlarında (hekayələr, kiçik və orta yaşlı məktəblilər üçün) [En los Jardines Absheron (cuentos, para alumnos de edad pequeña y media)]. Bakú: Juventud, 1984, 96 p.

## Literatura
- Ə. Əhmədova. Bu ellərə vurulmuşam (He sido asesinado a tiros). Bakú: Yazıçı, 1978, 79 p.
- H. Həmidova. Mirvarid Dilbazi: Biblioqrafik göstəricilər (Mirvarid Dilbazi: indicadores bibliográficos). Bakú: M.F.Axundov kitabxanasının nəşriyyatı, 1990, 130 p.
- B.Nəbiyev. Söz ürəkdən gələndə (Cuando la palabra viene del corazón). Bakú: Yazıçı, 1984, 282 p.
- H.Əliyev. Xalq şairi Mirvarid Dilbazinin 85 illiyinə həsr olunmuş təntənəli yubiley gecəsində Azərbaycan Respublikasının Prezidenti Heydər Əliyevin nitqi//Azərbaycan qəzeti, 1998, 25 aprel, p. 2-4.
- Son mənzil: (Xalq şairi Mirvarid Dilbazi ilə vida mərasimi)//Azərbaycan qəzeti, 2001, 13 iyul, p. 3.
- Z.Şahsevənli. Gözü yaşlı bənövşə: (Xalq şairi Mirvarid Dilbazi haqqında)//Günay qəzeti, 2005, 3 sentyabr, p. 10.

## Obras en idioma ruso
- Вспоминаю вас (стихи). Баку: Азернешр, 1964, 51 стр. (Te recuerdo, versos). Bakú: Azerneshr, 1964, 51 p.
- Яблоневая ветка. Москва: 1965, 151 стр. (Rama de árbol de manzana). Moscú: 1965, 151 p.

## Creatividad (poema)
Hospital
Cuatro paredes
Un techo,
Un piso.
Uno también
En mi corazón,
Tristeza
Las esperanzas del mañana...
¿Si mañana es cómo hoy?...